# Fat Lip
Fat Lip – pierwszy singel kanadyjskiego zespołu rockowego Sum 41 promujący album All Killer No Filler, wydany 3 lipca 2001 (USA) i 1 października (Wielka Brytania) za pośrednictwem Island Records. Singel osiągnął największy sukces spośród wszystkich singli grupy, osiągnął 1. miejsce listy Modern Rock Tracks, jak również przodował listom programów Total Request Live i Countdown nadawanych przez MTV.
Piosenka jest nagrana w szybkim tempie; łączy nurty rapcore'u, hip-hopu (wzorowanie się na Beastie Boys) i pop punku. Jocz, Baksh i Whibley wymieniają się w trakcie piosenki rapowanymi fragmentami tekstu.
Tytuł został zainspirowany kolokwialnym amerykańskim powiedzeniem określającym nos po uderzeniu w twarz. Magazyn Rolling Stone określił utwór jako połączenie Blink-182, Beastie Boys i Black Sabbath.
Piosenka została zawarta w grze NHL 2002, Guitar Hero i filmie American Pie 2. Utwór znalazł się w soundtracku do jednego z odcinków serialu Tajemnice Smallville pt. "Leech".

## Spis utworów
1. "Fat Lip" (3:04)
2. "Makes No Difference" (3:12)
3. "What I Believe" (2:52)
4. "Machine Gun" (2:30)